# Ron Santo
Ronald Edward Santo (Seattle, Washington, 25 de febrero de 1940-Scottsdale, Arizona, 2 de diciembre de 2010), más conocido como Ron Santo, fue un jugador profesional estadounidense de béisbol que se desempeñó en la posición de tercera base en las Grandes Ligas de Béisbol (MLB). Es miembro del Salón de la Fama del Béisbol.

## Carrera
Santo jugó como profesional catorce temporadas en Chicago Cubs (1960-1973), después pasó a Chicago White Sox, donde jugó una temporada (1974), y fue el equipo en el que se retiró.

## Reconocimiento
En 2012, ingresó como miembro al Salón de la Fama del Béisbol.